# El Naranjo Liquilwitz
El Naranjo Liquilwitz är en ort i Mexiko.   Den ligger i kommunen Chilón och delstaten Chiapas, i den sydöstra delen av landet, 800 km öster om huvudstaden Mexico City. El Naranjo Liquilwitz ligger 728 meter över havet och antalet invånare är 132.
Terrängen runt El Naranjo Liquilwitz är huvudsakligen kuperad, men västerut är den bergig. El Naranjo Liquilwitz ligger nere i en dal. Runt El Naranjo Liquilwitz är det ganska glesbefolkat, med 43 invånare per kvadratkilometer. Närmaste större samhälle är Jol Hic'Batil, 4,0 km norr om El Naranjo Liquilwitz. I omgivningarna runt El Naranjo Liquilwitz växer i huvudsak städsegrön lövskog.